# Talamasca (société)
Pour les articles homonymes, voir Talamasca.
Le Talamasca, qui signifie « Masque d'animal » en latin (nom donné aux sorciers et aux chamanes), est une société fictive vouée à l'étude de l'occulte et du paranormal dans les romans d'Anne Rice sur les vampires et les sorcières.

## L'organisation
Les membres du Talamasca, qui ont souvent eux-mêmes quelques aptitudes à l'occulte, ont pour rôle de collecter un maximum d'informations sur tout ce qui pourrait toucher au paranormal, sorcières, vampires, pouvoir psychique et autres, mais autant que possible sans intervenir. Ils restent essentiellement des érudits et observateurs. Parmi leurs membres les plus éminents, on compte Aaron Lightner (dans la Saga des sorcières Mayfair, essentiellement) et David Talbot (un temps chef du Talamasca, il apparaît davantage dans les Chroniques des vampires).
Leur devise est Chercheurs du paranormal nous observons. Et sommes toujours là.
Dans le roman Prince Lestat, il est révélé que le Talamasca a été fondé en 748 par le vampire Teskhamen, le fantôme du vampire Hesketh et un esprit nommé Gremt Stryker Knollys.
Dans le roman Le Lien maléfique, on apprend que le Tamalasca doit une partie de sa fortune au trésor des Templiers car il leur avait été confié avant la dissolution de l'ordre.
Les maisons-mères sont à Londres, Rome et Amsterdam.
On peut comparer un peu cette organisation au Conseil des Observateurs dans la série télévisée Buffy contre les vampires ou les guetteurs pour  Highlander, car les membres du Talamasca rédigent sur leurs sujets d'observations le même genre de dossier et biographie que les Guetteurs sur l'immortel dont ils ont la charge. Et de la même manière, ce genre de surveillance comporte ses dangers : plusieurs de leurs membres se font tuer par l'objet de leurs observations.